# Вонлярлярский, Николай Михайлович
 Никола́й Миха́йлович Вонлярля́рский (1846—1906) — генерал от кавалерии, временный варшавский генерал-губернатор в 1906 году.

## Биография
Родился 20 марта (1 апреля) 1846 года в родовом имении в Смоленской губернии. Сын генерал-майора Михаила Петровича Вонлярлярского и жены его Веры Николаевны, урождённой Мусиной-Пушкиной. Младший брат Владимир — крупный новгородский помещик и промышленник, владелец золотых приисков на Урале, председатель правления Северо-Восточного Сибирского общества.
Окончил курс во 2-й Петербургской гимназии и в 1864 году поступил в Петербургский университет, а 8 января 1865 года поступил в Кавалергардский полк юнкером. 29 марта 1867 года произведён в корнеты, в 1867 году — в поручики, а в 1869 году — в штабс-ротмистры. 20 октября 1870 года назначен командующим 4-м эскадроном.
20 сентября 1871 года сдал эскадрон, а 8 октября назначен командующим 1-м эскадроном. 2 декабря сдал 1-й эскадрон и 25 февраля 1872 года снова назначен командующим 4-м эскадроном. 16 апреля того же года произведён в ротмистры. 24 сентября 1872 года сдал 4-й эскадрон и 9 ноября прикомандирован к Военному министерству и исключён из списков полка.
29 марта 1874 года назначен адъютантом к военному министру. 30 августа того же года произведён в полковники. 17 сентября 1876 года зачислен в казачье сословие Войска Донского по станице Калитвенской. 16 мая 1877 года назначен состоять при военном министре во время путешествия императора Александра II на театр военных действий.
30 августа 1880 года прикомандирован к 13-му уланскому Владимирскому полку, для командования дивизионом. 14 июля 1883 года назначен командиром 9-го драгунского Елисаветградского полка. 9 июня 1885 года произведён в генерал-майоры и назначен командиром 2-й бригады 13-й кавалерийской дивизии.
6 ноября 1891 года назначен командиром 2-й бригады 6-й кавалерийской дивизии. 4 апреля 1895 года назначен командующим 14-й кавалерийской дивизии, а 6 декабря того же года произведён в генерал-лейтенанты. С 11 августа 1900 года по 27 июня 1902 года был командиром 2-го кавалерийского корпуса.
27 июня 1902 года назначен командиром 5-го армейского корпуса. 2 апреля 1906 года произведён в генералы от кавалерии. В 1906 году назначен временным варшавским генерал-губернатором.
Убит в Варшаве 14 августа 1906 года.
Был женат на Надежде Михайловне (Семёновне?) Голенищевой; 5 августа 1881 года брак был расторгнут. Вторым браком был женат на потомственной дворянке Эмилии Леопольдовне Кутлубицкой.

## Источник
- Сборник биографии кавалергардов: 1826—1908. — СПб., 1908. — С. 250.